# Харчиков, Александр Тихонович
Алекса́ндр Ти́хонович Ха́рчиков (29 февраля 1936 — 26 октября 2010) — советский и российский писатель и поэт.

## Биография
Член КПСС с 1961 года. Член Союза писателей СССР и России с 1971 года. Окончил Литературный институт в 1972.
В 1999—2004 гг. — председатель Тульского регионального отделения «Экологической партии России „Кедр“» («зеленые»).

## Сочинения
- Романы и повести:
  - «Лицом к огню», 1965
  - «Среди людей», 1970
  - «Перед дальней дорогой», 1974
  - «Хранители огня», 1986
  - «Тот берег… Он рядом», 1991.
  - «Святые грешники», «Голгофа», «За линией» (2006).
  - «Бегство из рая». Роман, повести рассказы. (2009)
- Сборники стихотворений:
  - «Под стон людской», 1998
  - «Тень крыла», 2004.
- Сборник публицистических статей
  - « Черт-те что сбоку демократии»